# Birgitta Hillingsø
Ellen Birgitta Hillingsø, født Juel (født 16. februar 1940) er dansk antikhandler og generalinde. 
Hillingsø er konsulent i Danmark for det britiske auktionshus Christie's.
Hun er datter af kammerherre Gregers Juel og hustru Gunilla Hilma Inga Charlotta født Ankarcrona til Juelsberg på Fyn og siden 18. maj 1963 gift med generalløjtnant Kjeld Hillingsø. Hun er mor til skuespilleren Ellen Hillingsø.
Hun er gudmor til Frederik 10..